# Quận Shawnee, Kansas
Quận Shawnee là một quận thuộc tiểu bang Kansas, Hoa Kỳ. Theo điều tra dân số năm 2000 của Cục điều tra dân số Hoa Kỳ, quận có dân số 176.255 người, và 230.824 vào năm 2009 người. Thành phố đông dân nhất quận, Topeka, là thủ phủ của tiểu bang và quận lỵ của quận dân số là 169.871 theo điều tra dân số năm 2000, và dân số ước tính là 176.255 trong năm 2009. Quận này cùng với các quận cùng với Jackson, Jefferson, Osage, và các quận Wabaunsee được bao gồm trong khu vực thống kê đô thị Topeka, dân số ước tính 230.824 vào năm 2009. 
Quận này là một trong 33 quận ban đầu được tạo ra bởi các cơ quan lập pháp lãnh thổ đầu tiên trong năm 1855, và nó đã được đặt tên theo tên của bộ lạc Shawnee của người bản xứ Mỹ.